# Pool-ul de Asigurare Împotriva Dezastrelor Naturale
Pool-ul de Asigurare Împotriva Dezastrelor Naturale (PAID) este o societate comercială care desfășoară activitatea de încheiere a asigurărilor obligatorii de locuințe din România.
PAID a fost înființat în toamna anului 2009 de 13 companii de asigurări: Groupama Asigurări, Astra Asigurări, Platinum Asigurări, Uniqa Asigurări, Generali Asigurări, Ardaf, EuroIns, Carpatica Asig, Grawe Romania, Credit Europe Asigurări, ABC Asigurări, Certasig și City Insurance.
PAID este o componentă importantă a programului român de asigurare a catastrofelor, gestionat de Ministerul Administrației și Internelor.
Prima obligatorie este de 20 euro în cazul locuințelor tip A (care au structură de rezistență din beton armat, metal ori lemn sau cu pereți exteriori din piatră, caramidă arsă sau din orice alte materiale rezultate în urma unui tratament termic și/sau chimic) și de 10 euro în cazul locuințelor tip B (cu pereți exteriori din caramidă nearsă sau din orice alte materiale nesupuse unui tratament termic și/sau chimic, ca de exemplu paiantă sau chirpici).